# Jak przyjaciel, to przyjaciel
Jak przyjaciel, to przyjaciel (ros. Мой друг зонтик) – radziecki krótkometrażowy film animowany z 1982 roku w reżyserii Jurija Prytkowa. Scenariusz napisał Gienrich Sapgir.
Film poświęcony jest tematowi przyjaźni i jest adresowany do małych widzów. Bohaterem filmu jest Prosiaczek, który wykorzystuje naiwnego i przyjaznego Słonika. Traktuje go jako rzecz – najpierw jako parasol potem jako polewaczkę do kwiatków. Pod koniec jednak zrozumie, że postępował źle i stracił dobrego przyjaciela.

## Obsada (głosy)
- Kłara Rumianowa
- Marija Winogradowa